# Episodi di Jurassic World - Teoria del caos (terza stagione)
La terza stagione della serie animata Jurassic World - Teoria del caos, composta da 10 episodi, è stata interamente pubblicata sul servizio di streaming on demand Netflix il 3 aprile 2025.
| nº | Titolo originale        | Titolo italiano       | Pubblicazione |
| -- | ----------------------- | --------------------- | ------------- |
| 1  | Excess Baggage          | Bagaglio in eccesso   | 3 aprile 2025 |
| 2  | Villa Paradiso          | Villa Paradiso        | 3 aprile 2025 |
| 3  | The Queen's Court       | La corte della regina | 3 aprile 2025 |
| 4  | Fire in the Piazza      | Fuoco nella piazza    | 3 aprile 2025 |
| 5  | Boiling Over            | Punto di ebollizione  | 3 aprile 2025 |
| 6  | Undercover              | Sotto copertura       | 3 aprile 2025 |
| 7  | Decisions, Decisions... | Decisioni, decisioni  | 3 aprile 2025 |
| 8  | No Escape               | Senza via di scampo   | 3 aprile 2025 |
| 9  | Active Pursuit          | Inseguimento attivo   | 3 aprile 2025 |
| 10 | Morituri Te Salutant    | Morituri Te Salutant  | 3 aprile 2025 |

## Bagaglio in eccesso
- Titolo originale: Excess Baggage
- Diretto da: Dan Forgione
- Scritto da: Nick "Rocket" Rodriguez

### Trama
Alla Delaney University negli Stati Uniti, l'Addestratrice affronta il professor Chuck Desai sugli ordini della malvagia signora del crimine Soyona Santos. Ora in possesso dell'uovo di Bumpy, i Sei di Nublar rimangono scioccati dalle strane azioni di Brooklynn mentre la guardano partire sull'aereo di Santos. Vengono interrotti dall'arrivo di un camion che trasporta un Kentrosaurus che viene caricato su un aereo cargo pilotato dall'onesto e sofisticato agente segreto francese Barry Sembène, che Darius Bowman riconosce come un ex addestratore dei Velociraptor di Isla Nublar, e migliore amico di Owen Grady. Barry consente ai Sei di Nublar di unirsi a lui su un volo per Monaco, e i ragazzi discutono a proposito dell'apparente tradimento di Brooklynn e se ci si può fidare di Barry. Quando il kentrosauro smette di respirare, la dolce Sammy riesce a salvarlo iniettandogli una dose di adrenalina, facendo sì che il dinosauro diventi irregolare e perfori lo scafo dell'aereo. Sammy quindi tranquillizza il kentrosauro mentre Kenji stabilizza l'aereo prima che atterrino sulle montagne dolomitiche. Temendo che Barry li arresti, i Sei di Nublar scappano di nascosto e progettano di riorganizzarsi a casa della ragazza di Ben nel Nord Italia. Dopo essere tornato a Dubai, Santos regala a Brooklynn un braccio protesico meccanico.

## Villa Paradiso
- Titolo originale: Villa Paradiso
- Diretto da: Michael Mullen
- Scritto da: Travis Gunn

### Trama
Dopo aver acquistato un mezzo di trasporto, il gruppo di ragazzi arriva in una piccola città dove incontrano la bella ragazza di Ben, Gia, che ha incontrato Ben per la prima volta mentre studiava per diventare paleontologa all'università. I Sei di Nublar sono costretti a nascondere l'uovo di Bumpy alla nonna di Gia a causa delle sue superstizioni sui dinosauri, credendo che siano una maledizione inviata per punire l'umanità. Quando Kenji trascorre la notte comportandosi in modo eccessivamente protettivo nei confronti dell'uovo, Darius lo costringe a trascorrere del tempo lontano da esso. Mentre guidano l'auto di Gia per prendere del cibo, rischiano di schiantarsi quando un dinosauro piumato attacca il veicolo prima di ritirarsi. Yaz scopre che l'uovo si è schiuso, ma che il cucciolo di dinosauro è scomparso, quindi lei e gli altri iniziano a cercarlo. Gia confessa a Ben di tenere nascosti i suoi studi a Nonna prima che lei e Ben scoprano che Desai, il loro ex professore universitario, ha appoggiato Biosyn Corporation nonostante in precedenza si fosse fortemente opposto a loro. Mentre Darius e Kenji tornano a casa di Gia, trovano il cucciolo di Ankylosaurus e lo chiamano Smoothie, ma lo tengono nascosto a Nonna. A Dubai, Brooklynn prova il suo braccio protesico mentre lei e Santos si preparano a partire per Malta.

## La corte della regina
- Titolo originale: The Queen's Court
- Diretto da: Robert Briggs
- Scritto da: Annie Arjarasumpun

### Trama
Durante il tragitto per Malta, Brooklynn mette in dubbio la decisione di Santos di collaborare con Biosyn. In Italia, i Sei di Nublar e la loro nuova amica Gia tentano di scoprire in quale dinosauro piumato si è imbattuto Darius e si rendono conto che è probabile che si tratti di una nuova specie e rappresenti una minaccia per la gente del posto. A Malta, Brooklynn e Santos raggiungono un mercato nero sotterraneo di dinosauri finanziato da Biosyn e incontrano il loro spregevole capo Lewis Dodgson. Santos rivela i suoi loschi piani per controllare l'intero contrabbando di dinosauri da sola con il supporto di Biosyn e consegna a Dodgson la cassa di uova di dinosauro. Brooklynn cerca discretamente nei file di Dodgson e invia a Ben un messaggio vocale sul forum Dark Jurassic chiedendo informazioni sul professor Desai. I Sei di Nublar mettono in dubbio le motivazioni della loro vecchia amica prima di inviare una risposta, ma Brooklynn respinge le loro preoccupazioni. Presto incontra l'Addestratrice, che Santos rimprovera dopo che lei ha tentato di far attaccare Brooklynn dai suoi Atrociraptor. Kenji rivela accidentalmente l'esistenza di Smoothie a Nonna, la cui accoglienza inizialmente fredda cambia quando Kenji ammette quanto Smoothie significhi per lui. Quando Kenji se ne va brevemente, Nonna porta Smoothie fuori per liberarsi, e lui scappa via. Nel frattempo, il dinosauro piumato uccide un uomo del posto.

## Fuoco nella piazza
- Titolo originale: Fire in the Piazza
- Diretto da: Dan Forgione
- Scritto da: Sara Karimipour

### Trama
Credendo che Brooklynn abbia bisogno del loro aiuto, Yaz cerca di convincere gli altri, ma ora che lavora con Santos, ritengono con spietatezza una Brooklynn inaffidabile. Dopo aver scoperto che Smoothie è scomparsa, indagano sul mercato locale. Sammy e Yaz discutono se fidarsi o meno di Brooklynn, con Sammy che si arrabbia perché Yaz non l'ha supportata. Presto trovano sia Smoothie che il dinosauro piumato, un Pyroraptor, che Nonna cerca di allontanare dopo aver salvato Smoothie. L'Addestratrice e i suoi Atrociraptor arrivano e circondano il Pyroraptor prima di caricarlo su un camion e andarsene. Ora che il suo odio per i dinosauri è alle spalle, Gia e Nonna si riconciliano, mentre Darius scopre che l'Addestratrice di Atrociraptor sta lavorando con Biosyn e teme che Brooklynn possa essere in pericolo. A Malta, Santos scopre che Dodgson ha agito alle sue spalle e ha usato l'Addestratrice per assassinare un consigliere regionale in modo che Biosyn potesse acquisire terreni. Poi lo incontra, il quale chiede a Santos di localizzare sia Maisie Lockwood che un Velociraptor adolescente (ossia Beta, figlia di Blue) come parte del loro accordo. Brooklynn convince Santos che non ci si può fidare di Dodgson, così manda Brooklynn a spiare il mercato nero di Biosyn.

## Punto di ebollizione
- Titolo originale: Boiling Over
- Diretto da: Michael Mullen
- Scritto da: Nick "Rocket" Rodriguez

### Trama
I Sei di Nublar rimangono inizialmente indecisi se aiutare Brooklynn o meno quando Gia scopre che si trova a Malta. Chiamano Brooklynn, che rimane riservata e riattacca subito, il che li porta a discutere ulteriormente su quale linea di condotta intraprendere. Dopo aver capito che un uomo la sta perseguitando, Brooklynn lo affronta. L'uomo di nome Davi, ammette di aver riconosciuto Brooklynn da quando era una famosa blogger adolescente. La ragazza minaccia Davi offrendo il braccio a un Lystrosaurus prigioniero finché lui non ammette di essere un giornalista sotto copertura che tenta di smascherare Biosyn, e lei accetta con riluttanza di aiutarlo. Santos affronta l'Addestratrice sul suo lavoro per Dodgson e confisca i suoi Atrociraptor come punizione, minacciando di venderli. Dopo essersi calmato dalla loro accesa discussione, e nonostante le sue riserve, Kenji incoraggia Darius a perseguire Brooklynn. Gia dice a Ben che, anche se non può unirsi al ragazzo, lui e i suoi amici dovrebbero aiutare Brooklynn, prima di ricordare il loro primo appuntamento. Yaz e Sammy continuano a discutere, sottolineando reciprocamente i difetti, ed entrambi ammettono che la loro relazione non funziona e accettano di lasciarsi. Nel frattempo, mentre vengono trasportati nella Biosyn Valley, una remota struttura di ricerca nelle Dolomiti, il Pyroraptor scappa dal contenimento.

## Sotto copertura
- Titolo originale: Undercover
- Diretto da: Robert Briggs
- Scritto da: Peter Lee

### Trama
Ben e Gia spiegano nel dettaglio il loro piano su come procedere, con Darius, Yaz e Ben che vanno a Malta per trovare Brooklynn, mentre Sammy e Kenji portano Smoothie negli Stati Uniti per stare con sua madre. Ben dice addio a Gia e Nonna mentre Yaz e Sammy rimangono separati, rifiutandosi di vedersi. A Malta, Brooklynn gira un video per mostrare l'obbedienza degli Atrociraptor ai potenziali acquirenti e trova Davi che indaga sulla zona. Cerca di convincere Davi ad andarsene, poiché ha raccolto le sue prove per smascherare Santos. Quando Santos li interrompe, Brooklynn costringe Davi a nascondersi in una delle gabbie dei raptor. Dopo essere stato liberato, Davi accusa Brooklynn di essere corrotto e fugge dopo che lei lo ha minacciato. Arrivati a Malta, Darius, Yaz e Ben trovano un ingresso al mercato nero sotterraneo. Guardano con orrore i dinosauri abusati e sfruttati e se ne vanno rapidamente. La perfida Addestratrice va a recuperare i suoi Atrociraptor ma dopo averli cercati senza sosta scopre che sono stati trasferiti. Santos informa Brooklynn di aver venduto gli Atrociraptor e di aver incaricato l'Addestratrice di uccidere Davi. Sentendosi in colpa, Brooklynn si dirige in superficie e aspetta i suoi amici.

## Decisioni, decisioni
- Titolo originale: Decisions, Decisions...
- Diretto da: Dan Forgione
- Scritto da: Travis Gunn

### Trama
Brooklynn si riunisce finalmente ai suoi amici e chiede il loro aiuto. Mentre Brooklynn progetta di fermare l'omicidio di Davi, invia Darius, Yaz e Ben a impedire che gli Atrociraptor vengano trasportati. Brooklynn trova Davi, ma si rende conto che è stato attirato lì come parte di una trappola. L'Addestratrice li affronta presto e mette fuori combattimento Davi prima che Brooklynn fugga. La donna la raggiunge, strappando il braccio meccanico di Brooklynn e immobilizzandola finché la ragazza non promette di portarla dagli Atrociraptor. Davi si sveglia più tardi e scopre che sia Brooklynn che l'Addestratrice se ne sono andati. Dopo aver trovato il numero di telefono di Barry sul forum Dark Jurassic, Ben lo chiama per chiedere aiuto e accettano di incontrarsi. In Italia, Darius ringrazia Nonna per il suo supporto e per averlo aiutato a superare il suo comportamento sconsiderato. Gia inizia a guidare Sammy e Kenji all'aeroporto finché non si imbattono nel camion di contenimento schiantato. I due ragazzi ispezionano il camion e recuperano un tablet prima di trovare una locusta gigante che viene rapidamente mangiata dal Pyroraptor. Dopo che Sammy e Kenji tornano furtivamente alla macchina, il raptor indaga, ma alla fine se ne va in direzione della città.

## Senza via di scampo
- Titolo originale: No Escape
- Diretto da: Michael Mullen
- Scritto da: Sara Karimipour

### Trama
Avendo deciso di tornare in città, Sammy, Kenji e Gia cercano il Pyroraptor prima che possa fare del male a qualcuno. Fermano l'auto dopo aver individuato una delle sue piume, il che li porta a trovare il dinosauro su una pista da sci attiva e a guardarlo scavare sotto la neve. Dopo aver preso in prestito un paio di motoslitte, Sammy e Kenji trovano il Pyroraptor mentre Gia attiva un sistema di altoparlanti per avvertire gli sciatori di evacuare la zona. Mentre inseguono il raptor, Sammy e Kenji provocano una valanga e cercano di scappare ma vengono sepolti dalla neve. Mentre sono diretti a incontrare Barry, Darius, Yaz e Ben incontrano Davi, che riferisce che Brooklynn è scomparsa. Accettano di lavorare insieme e trovare Brooklynn e presto trovano il suo braccio protesico. Nel frattempo, Barry entra in contatto con il suo vecchio amico Owen Grady e mette in atto il suo piano. Brooklynn conduce l'Addestratrice agli Atrociraptor in gabbia e la convince a lavorare insieme per abbattere Santos e liberare i feroci predatori. Dopo essersi nascosti nel retro di un veicolo da trasporto, assistono all'agguato teso dai servizi segreti francesi a Santos, e i dinosauri del mercato nero si liberano e iniziano a creare caos, rovesciando il veicolo.

## Inseguimento attivo
- Titolo originale: Active Pursuit
- Diretto da: Robert Briggs
- Scritto da: Nick "Rocket" Rodriguez

### Trama
Gia cerca disperatamente Sammy e Kenji nella neve finché Smoothie non riesce a trovarli. Sammy usa il tablet preso dal camion di contenimento e scopre che Bumpy è stato recentemente trasportato nella vicina Biosyn Valley. Darius, Yaz, Ben e Davi evitano una fuga precipitosa di dinosauri fuggiti che rovesciano casse di locuste giganti che iniziano a sciamare nella zona. Dopo essere fuggiti da un Baryonyx fuggito, deducono che Brooklynn stava conducendo l'Addestratrice ai suoi Atrociraptor e si precipitano attraverso lo sciame verso il mercato nero distrutto. Mentre fugge da un Ceratosaurus fuggito, Ben scopre che le prove di Brooklynn erano conservate su una chiavetta USB nascosta nel suo braccio protesico. Una Brooklynn intrappolata vede Santos mettere KO Barry e pianificare di fuggire dalla città. Brooklynn implora l'Addestratrice di aiutarla, ma lei lo rifiuta freddamente. Brooklynn riesce presto a liberarsi mentre Barry si sveglia. Dopo aver raggiunto la superficie, Darius, Yaz, Ben e Davi evitano numerosi pericoli mentre i dinosauri causano caos nelle strade della città. Dopo aver trovato un posto dove nascondersi, esaminano le prove di Brooklynn e apprendono che Santos sta pianificando di andarsene in elicottero. Brooklynn e l'Addestratrice inseguono separatamente Santos, che raggiunge il suo punto di estrazione.

## Morituri Te Salutant
- Titolo originale: Morituri Te Salutant
- Diretto da: Dan Forgione
- Scritto da: Annie Arjarasumpun

### Trama
Ben rintraccia il telefono di Barry e parte con Davi per recuperarlo. Darius e Yaz usano dei razzi di segnalazione per radunare i dinosauri fuggiti e proteggere i civili vulnerabili conducendoli sottoterra. L'Addestratrice chiama i suoi Atrociraptor e arriva al punto di estrazione mentre l'elicottero atterra e attacca Santos, ma lei la sopraffà. Dopo l'arrivo di Brooklynn, Santos ordina all'Atrociraptor Red di uccidere l'Addestratrice, ma alla fine rifiuta e tutti e quattro i raptor le rimangono fedeli. Santos quindi richiama un carnotauro addestrato, che uccide rapidamente l'Atrociraptor Ghost. L'Addestratrice tenta di controllare il carnotauro ma viene uccisa, costringendo i raptor rimanenti a fuggire. Quando Darius e Yaz arrivano, Brooklynn blocca Santos cercando di convincerla a risparmiarli, consentendo a Ben di sedare il carnotauro. Barry e gli agenti dell'intelligence francese arrivano per arrestare la donna malvagia, assicurandola finalmente alla giustizia. La dolce Brooklynn si libera del suo braccio protesico prima di avere una gioiosa riunione con i suoi vecchi amici. Dopo aver ringraziato Barry e Davi per il loro aiuto, Darius, Brooklynn, Yaz e Ben partono sull'elicottero di Santos con l'intenzione di fermare la Biosyn Corporation. Nel frattempo, Sammy, Kenji e Smothie raggiungono il limite della Biosyn Valley e partono per salvare Bumpy.